# LIM-49 Spartan
LIM-49A Spartan a fost o misilă antibalistică a Armatei Statelor Unite, destinată să intercepteze atacurile cu focoase nucleare de la rachetele balistice intercontinentale la distanță mare și în timp ce se afla în afara atmosferei. Pentru implementarea propriu-zisă, a fost planificată o focară termonucleară de cinci megatoni care să distrugă focoasele ICBM primite. A făcut parte din Programul Safeguard.
Spartan a fost cea mai recentă și, după cum s-a dovedit, dezvoltarea finală într-o serie lungă de proiecte de rachete de la echipa Laboratoarelor Bell și a Douglas Aircraft Company care a început în anii ’40 cu Nike. Spartan a fost dezvoltat direct de la precedentul LIM-49 Nike Zeus, păstrând același identificator de tri-serviciu, dar crește tot mai mult și mai lung, de la 250 de mile marine (460 km; 290 mi) ale lui Zeus până la aproximativ 450 de mile nautice (830 km) ; 520 mi).
Spartan a fost dezvoltat inițial ca parte a proiectului Nike-X, devenind ulterior Programul Sentinel. Aceasta a fost anulat și înlocuit cu Programul  Safeguard mult mai mic. Spartans au fost dislocați ca parte a sistemului de Safeguard din octombrie 1975 până la începutul anului 1976.

## Galerie

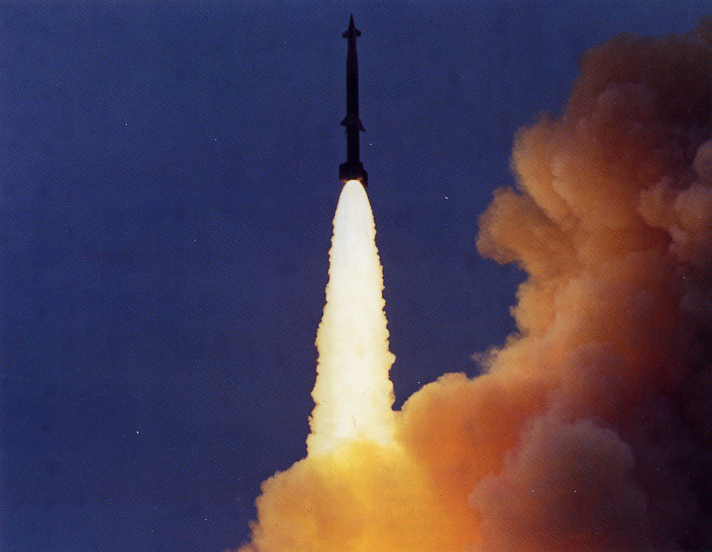
Lansarea Spartan LIM-49A
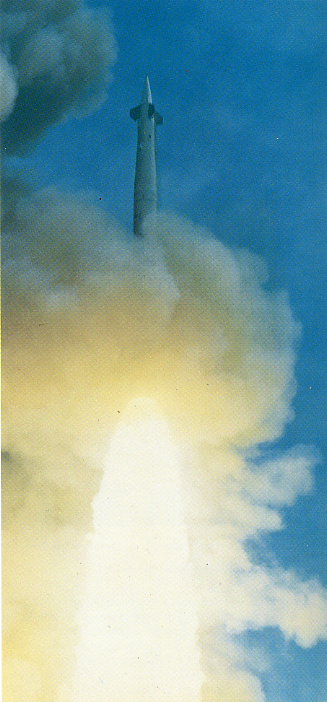
O altă lansare
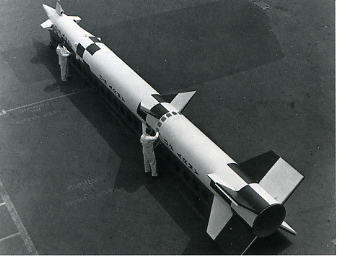
Misile Spartan LIM-49A
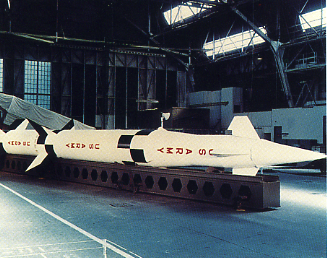
Misile Spartan LIM-49A

## Legături externe
- Directory of U.S. Military Rockets and Missiles
- a further development of the Nike Zeus B missile
- index of pictures
- Mickelsen Safeguard Complex
- W71 nuclear warhead for the Spartan